# Andrzej Piątkowski
Andrzej Ryszard Piątkowski (Varsovia, 22 de octubre de 1934-Varsovia, 11 de junio de 2010) fue un deportista polaco que compitió en esgrima, especialista en la modalidad de sable.
Participó en tres Juegos Olímpicos de Verano entre los años 1956 y 1964, obteniendo en total tres medallas: plata en Melbourne 1956, plata en Roma 1960 y bronce en Tokio 1964. Ganó seis medallas en el Campeonato Mundial de Esgrima entre los años 1954 y 1963.

## Palmarés internacional
| Juegos Olímpicos   | Juegos Olímpicos            | Juegos Olímpicos  | Juegos Olímpicos  |
| Año                | Lugar                       | Medalla           | Prueba            |
| ------------------ | --------------------------- | ----------------- | ----------------- |
| 1956               | Melbourne (Australia)       | Medalla de plata  | Sable por equipos |
| 1960               | Roma (Italia)               | Medalla de plata  | Sable por equipos |
| 1964               | Tokio (Japón)               | Medalla de bronce | Sable por equipos |
| Campeonato Mundial |                             |                   |                   |
| Año                | Lugar                       | Medalla           | Prueba            |
| 1954               | Luxemburgo (Luxemburgo)     | Medalla de plata  | Sable por equipos |
| 1957               | París (Francia)             | Medalla de bronce | Sable por equipos |
| 1958               | Filadelfia (Estados Unidos) | Medalla de bronce | Sable por equipos |
| 1959               | Budapest (Hungría)          | Medalla de oro    | Sable por equipos |
| 1962               | Buenos Aires (Argentina)    | Medalla de oro    | Sable por equipos |
| 1963               | Danzig (Polonia)            | Medalla de oro    | Sable por equipos |